# Gullstrand (månkrater)
Gullstrand är en nedslagskrater på månens baksida, sydöst om Perrine kratern. Gullstrand har fått sitt namn efter den svenske ögonläkaren och uppfinnaren Allvar Gullstrand.

## Satellitkratrar
| Gullstrand | Latitud | Longitud | Diameter |
| ---------- | ------- | -------- | -------- |
| C          | 46,8° N | 126,6° V | 15 km    |